# Rodeche
El río Rodeche, también llamado río Morrón, es un río del este de la península ibérica que discurre por Aragón y la Comunidad Valenciana (España)

## Curso
Nace en la sierra de Ferriz, en la provincia de Teruel, y desemboca en el río Mijares en su margen izquierdo tras un recorrido de 20 kilómetros, dentro de la provincia de Castellón.
Este río sirve de límite entre los términos municipales de Fuentes de Rubielos (provincia de Teruel) y Puebla de Arenoso (provincia de Castellón).